# NGC 3077
NGC 3077 es un miembro pequeño del grupo M81. Se parece mucho a una galaxia elíptica. Sin embargo, es peculiar por dos razones. Primero, muestra bordes tenues nubes dispersas y polvo que son probablemente el resultado de la interacción gravitatoria con sus vecinos más grandes, similar a la galaxia M82. En segundo lugar, esta galaxia tiene un núcleo activo. Esto hizo que Carl Seyfert en 1943 la incluyera en su lista de las galaxias, que ahora se llaman galaxias Seyfert. Sin embargo, NGC 3077, a pesar de una línea de emisión de galaxias, hoy en día ya no es clasificada como una galaxia Seyfert.
- Datos: Q744997
- Multimedia: NGC 3077 / Q744997